# Optičko sredstvo
Optičko sredstvo je vakuum ili prozirna tvar kojom se može širiti vidljiva svjetlost. Optičko sredstvo u širem smislu je tvar koja propušta elektromagnetske valove. Što više fotoni i molekule u optičkome sredstvu međudjeluju, propusnost je manja, optičko sredstvo je gušće i apsorpcijski koeficijent je veći. Brzina svjetlosti najveća je kroz vakuum, a kroz druga optička sredstva je manja. Na granici između dvaju optičkih sredstava različitih indeksa loma svjetlost se odbija (refleksija) ili prelama (refrakcija).

## Optički sustav
Optički sustav je uređena skupina ravnih i sfernih zrcala, optičkih leća, optičkih prizmi, uglačanih ploha i optičkih sredstava omeđenih ravnim i zakrivljenim dioptrima, koja odbija (refleksija), prelama (refrakcija), raspršuje ili polarizirana svjetlost. Optički sustav je na primjer optički dio dalekozora, kamere, mikroskopa, polarizatora, teleskopa i drugog.